# Abuta racemosa
Abuta racemosa là một loài thực vật có hoa trong họ Biển bức cát. Loài này được Triana & Planch. mô tả khoa học đầu tiên năm 1862.